# Saint-Pierre-de-Frugie
Saint-Pierre-de-Frugie település Franciaországban, Dordogne megyében. Lakosainak száma 482 fő (2022. január 1.). Saint-Pierre-de-Frugie Bussière-Galant, Saint-Priest-les-Fougères, La Coquille és Firbeix községekkel határos.

## Népesség
A település népessége az elmúlt években az alábbi módon változott:
| Lakosok száma | 584  | 487  | 413  | 403  | 380  | 384  | 398  | 404  | 406  | 482  |
|               | 1968 | 1982 | 1990 | 2006 | 2013 | 2015 | 2017 | 2019 | 2020 | 2022 |